# Готлиб Елијел Саринен
Готлиб Елијел Саринен  (фин. Eliel Eliel Saarinen; Рантасалми, 20. август 1873 — Блумфилд Хилс, 1. јул 1950) је био фински архитект, који је чувен по ар нуво грађевинама почетком 20. века. 

## Радови у Финској
Образовао се у Хелсинкију на Хелсиншком универзитету технологије. Од 1896. до 1905. радио је као партнер Хермана Геселијуса и Армаса Линдгрена у фирми Геселијус, Линггрен и Саринен. Његов први велики рад био је изложен у финском павиљону на Светском сајму 1900. у Паризу. Његови рани радови касније су називали Фински национални романтизам. Један од тих радова је главна железничка станица у Хелсинкију, коју је дизајнирао 1904, а која је изграђена од 1910 до 1914. 
Од 1910 до 1915. радио је интензивно на градском плану од Мункснас-Хаге. Постао је 1911. консултант за планирање Ревала (Талина) у Естонији, а звали су га и у Будимпешту да саветује приликом развоја града. Публиковао је 1912. брошуру о проблемима планирања у Будимпешти. Добио је прву награду на међународном такмичењу за израду плана града Ревала. Од 1917. до 1918. радио је на изради плана за велики Хелсинки. Дизајнирао је и новчанице финске марке, које су одштампане 1922.

## САД
Емигрирао је 1923. у САД након такмичења за Трибјун Тауер у Чикагу. На том такмичењу освојио је друго место и торањ није грађен по његовом дизајну. Међутим његов дизајн је употребљен 1929. при градњи Галф Билдинг у Хјустону. У САД се најпре сместио у Еванстону у Илиноису, где је радио на схеми развоја обале језера у Чикагу. Постао је 1924. гостујући професор на Универзитету у Мичигену. 
Џорџ Џ. Бут га је 1925. тражио да дизајнира Кранбрук образовну заједницу, са намером да то буде амерички еквивалент Баухауса. Саринен је ту предавао и од 1932. био је председник Кранбруковске академије уметности. Међу његовим студентима сарадницима били су Рај Емс (тада Рај Кајзер) и Чарлс Емс. Саринен је утицао на њихов дизајн намештаја. 
Постао је и професор на одсеку за архитектуру Универзитета у Мичигену. Његов син Еро Саринен постао је један од најпознатијих америчких архитеката средине 20. века. 

## Грађевине
- Фински павиљон на Светском сајму 1900. у Паризу
- Хвитраск, Елиелова кућа у Кирконумију 1902.
- Главна железничка станица у Хелсинкију 1905-1914.
- Национални музеј Финске у Хелсинкију 1902-1904
- Градска већница у Лахтију, Финска 1911
- Зграда заједничких резерви у Талину, Естонија, 1912.
- Железничка станица у Виборгу, Русија, 1904-1913, уништена 1941
- Црква светог Петра, Тарту, Естобија, 1917.
- Прва хришћанска црква, Колумбус, Индијана, 1942.
- Оригинално крило Де Моен уметничког центра, Де Моен, Ајова, 1945-1948
- Кранбрук образовна заједница, Блумфилд Хилс, Мичиген
- Лутеранска хруистова црква, Минеаполис, Минесота, 1949
- Фентон општински центар, Фентон, Мичиген